# Lupine Creek (Lava Creek)
Der Lupine Creek ist ein etwa 13 km langer, rechter Nebenfluss des Lava Creek im äußersten Nordwesten des US-Bundesstaates Wyoming. Er fließt auf seiner gesamten Länge durch den Yellowstone-Nationalpark.

## Verlauf
Der Lupine Creek entspringt an der Nordwestflanke des Cook Peak auf etwa 2775 m Höhe in der Washburn Range im zentralen Norden des Yellowstone-Nationalparks. Von dort fließt er in nördliche Richtung und wendet sich kurz vor seiner Mündung nach Nordwesten. Der Lupine Creek fällt über die 24 m hohen Wraith Falls hinab und mündet nach etwa 13 km oberhalb des Lava Creek Canyon an der Grand Loop Road auf 2011 m Höhe in den hier nach Nordwesten fließenden Lava Creek, kurz vor dessen Mündung in den Gardner River. Der gesamte Flussverlauf befindet sich im Park County.

## Hydrologie
Der Lupine Creek ist als Nebenfluss des Lava Creek Teil des Einzugsgebietes des Gardner River, der über Yellowstone River, Missouri und Mississippi in den Golf von Mexiko entwässert. Das Einzugsgebiet des Lupine Creek umfasst ein Areal von etwa 17 km² und grenzt an die Einzugsgebiete von Blacktail Deer Creek im Osten, Tower Creek im Südosten sowie Lava Creek im Westen. Der mittlere Abfluss am Pegel Mammoth beträgt 0,10 m³/s, die größten Abflüsse finden sich in den Monaten Mai und Juni.